# Le Greppon Blanc
Le Greppon Blanc är en bergstopp i Schweiz. Den ligger i distriktet Martigny och kantonen Valais, i den sydvästra delen av landet, 90 km söder om huvudstaden Bern. Toppen på Le Greppon Blanc är 2 192 meter över havet.